# 4389 Durbin
4389 Durbin este un asteroid din centura principală, descoperit pe 1 aprilie 1976 de Nikolai Cernîh.